# Sơn Giang, Sông Hinh
Sơn Giang là một xã thuộc huyện Sông Hinh, tỉnh Phú Yên, Việt Nam.
Xã Sơn Giang có diện tích 52,93 km², dân số năm 1999 là 3.731 người, mật độ dân số đạt 70 người/km².